# Etelryk z Deiry
Etelryk z Deiry (Æthelric, Aetelric; ur. VI wiek; zm. 604) – król anglosaskiej Deiry.
Nieznane jest pochodzenie Etelryka, ani jego powiązania rodzinne z innymi władcami Deiry. Jego imię znane jest z zapisu w Kronice Anglosaskiej, która odnotowała, że w 588 został sukcesorem króla Elli. 
Z kolei Beda Czcigodny w swoim dziele Historia ecclesiastica gentis Anglorum wspomina, że w 604 roku Deira została zaatakowana przez Etelfryda z Bernicji. Beda nie opisuje okoliczności najazdu ani losu króla Deiry. Zestawienie relacji Bedy z Historią Brytanii Nenniusa pozwala wnioskować prawdopodobny przebieg tego zajścia: prawdopodobnie Etelfryd najechał na Deirę, zabił Etelryka, skazał Edwina (syna Elli) na wygnanie i poślubił królewską córkę Achę.